# Ordane Kanda-Kanyinda
Ordane Kanda-Kanyinda (Anversa, 9 settembre 1996) è un cestista belga con cittadinanza della Repubblica Democratica del Congo.